# Frederick (Dakota del Sur)
Frederick es un pueblo ubicado en el condado de Brown en el estado estadounidense de Dakota del Sur. En el Censo de 2010 tenía una población de 199 habitantes y una densidad poblacional de 198,03 personas por km².

## Geografía
Frederick se encuentra ubicado en las coordenadas 45°49′55″N 98°30′25″O / 45.83194, -98.50694. Según la Oficina del Censo de los Estados Unidos, Frederick tiene una superficie total de 1 km², de la cual 1 km² corresponden a tierra firme y (0%) 0 km² es agua.

## Demografía
Según el censo de 2010, había 199 personas residiendo en Frederick. La densidad de población era de 198,03 hab./km². De los 199 habitantes, Frederick estaba compuesto por el 98.49% blancos, el 0% eran afroamericanos, el 0% eran amerindios, el 0.5% eran asiáticos, el 0% eran isleños del Pacífico, el 0% eran de otras razas y el 1.01% pertenecían a dos o más razas. Del total de la población el 0% eran hispanos o latinos de cualquier raza.